# موسیقی زیرزمینی در ایران
موسیقی زیرزمینی در ایران از سال‌های میانی دهه ۱۳۷۰ آغاز شد. مفهوم موسیقی زیرزمینی ایران با مفهوم جهانی آن دگرگونی‌هایی دارد.

## زمینه‌ها
به نوشته مسعود کوثری، با رشد شهرنشینی پس از انقلاب (که به بیش از ۶۰ درصد رسید) و جوانی جمعیت که در اثر نخستین موج جمعیتی متولدشده پس از انقلاب ایجاد شد؛ زمینه‌های رشد موسیقی زیرزمینی در ایران ایجاد شد. از حدود سال ۱۳۷۰، با آزاد شدن، رشد و خانگی‌شدن موسیقی پاپ ایرانی، که با ورود سازهای موسیقی به کشور و افزایش آموزش همراه شد، به‌شمار افراد اهل موسیقی اضافه شد. استفاده روزافزون موسیقی در برنامه‌های صدا و سیما، از برنامه کودک و تبلیغات تا اخبار مردم را بیشتر در معرض موسیقی قرار داد. با آغاز ریاست‌جمهوری سید محمد خاتمی (۱۳۷۶) و پررنگ‌شدن جامعه مدنی، سخت‌گیری در برابر موسیقی پاپ کم‌تر شد و زمینه مساعدتر شد. همچنین با گسترش ارتباطات و افزایش مردم ایران با دنیای خارج (مانند افزایش مسافرت‌های خارجی و دسترسی به اینترنت و ماهواره) دسترسی به موسیقی خارجی نیز آسان‌تر گشت. به‌زودی نسل جدیدی از خوانندگان ایرانی پا به عرصه گذاشتند.

## یادکرد منابع
1. ↑  کوثری.
2. ↑  سرکوهی، فرج (۱۵ آذر ۱۳۸۹). «موسیقی زیرزمینی ایران؛ ترکیب متناقض خلاقیت و تقلید». بی‌بی‌سی فارسی. دریافت‌شده در ۲۸ آوریل ۲۰۲۰.
3. ↑  کوثری.